# Вольтаго-Агордіно
Вольтаго-Агордіно, Вольтаґо-Аґордіно (італ. Voltago Agordino, вен. Oltak) — муніципалітет в Італії, у регіоні Венето,  провінція Беллуно.
Вольтаго-Агордіно розташоване на відстані близько 490 км на північ від Рима, 95 км на північ від Венеції, 20 км на північний захід від Беллуно.
Населення — 876 осіб (2014).

## Демографія
Населення за роками:

Станом на 1 січня 2023 року в муніципалітеті офіційно проживав 21 іноземець з 9 країн, серед них 8 громадян країн Євросоюзу та 8 громадян України.

## Сусідні муніципалітети
- Агордо
- Гозальдо
- Ривамонте-Агордіно
- Таїбон-Агордіно
- Примієро-Сан-Мартіно-ді-Кастроцца